# Mas de las Matas
Mas de las Matas is een gemeente in de Spaanse provincie Teruel in de regio Aragón met een oppervlakte van 29,99 km². Mas de las Matas telt 1.302 inwoners (1 januari 2016).